# جيراردو برافو
جيراردو برافو (بالإسبانية: Gerardo Bravo)‏ (22 ديسمبر 1981 بليما في بيرو - ) هو مدرب كرة قدم ولاعب كرة قدم بيروفي في مركز الوسط. لعب مع San Fernando Valley Quakes ‏ وOrange County SC ‏.

## وصلات خارجية
- جيراردو برافو على موقع قاعدة بيانات كرة القدم.إي يو (الإنجليزية)